# Polynoe fulgurans
Polynoe fulgurans är en ringmaskart som beskrevs av Ehrenberg 1835. Polynoe fulgurans ingår i släktet Polynoe och familjen Polynoidae. Inga underarter finns listade i Catalogue of Life.